# Frossasco
Frossasco (Frossasch in piemontese, Frousasc in occitano) è un comune italiano di 2 826 abitanti della città metropolitana di Torino in Piemonte.
Si trova nella fascia pedemontana non lontano da Pinerolo, in Val Noce; fa parte del Consorzio Intercomunale Servizi Sociali di Pinerolo (C.I.S.S.).
Tra il 1928 e il 1954 inglobò anche i vicini comuni di Cantalupa e Roletto.

## Storia

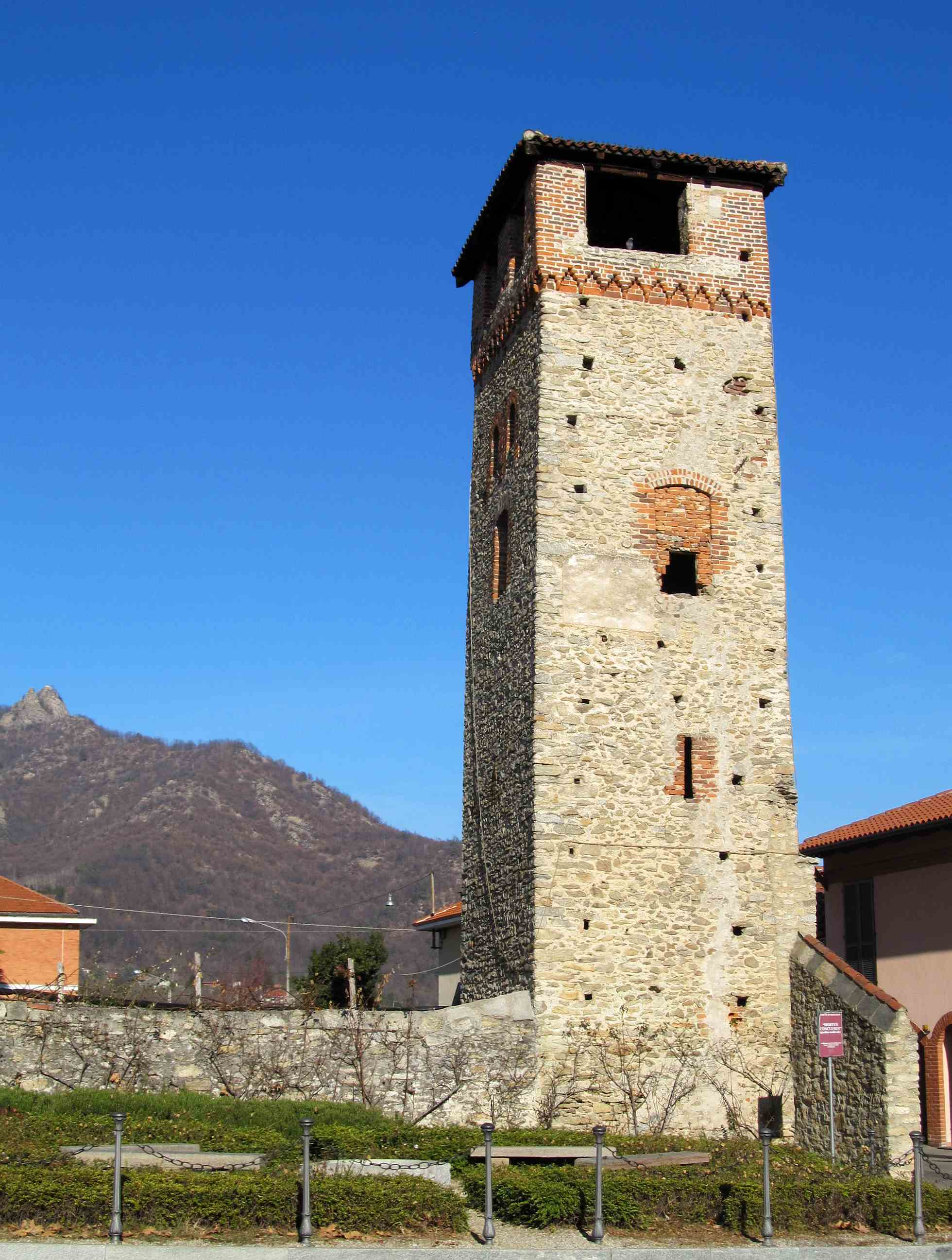
Torre medioevale con sullo sfondo la Rocca Due Denti

Frossasco è di origine medievale ricostruito sopra un accampamento romano, difatti sono stati ritrovate delle spade e delle monete romane.
Frossasco, feudo dell'Abbazia di Novalesa, fu donato al monastero di santa Maria di Pinerolo dalla marchesa Adelaide di Susa, nel 1064.
Il borgo fu occupato dai francesi dal 1536 fino al 1539. Ritornato in mano ai Savoia, venne ceduto nel 1561 ai conti Provana di Leynì. Frossasco subì ancora 
l'occupazione francese dal 1593 al 1595, fino a consolidarsi come comune prima sabaudo, poi italiano.

### Simboli
Lo stemma e il gonfalone sono stati concessi con decreto del presidente della Repubblica del 5 marzo 1993.
Il gonfalone è un drappo troncato, di giallo e di nero.

## Monumenti e luoghi d'interesse

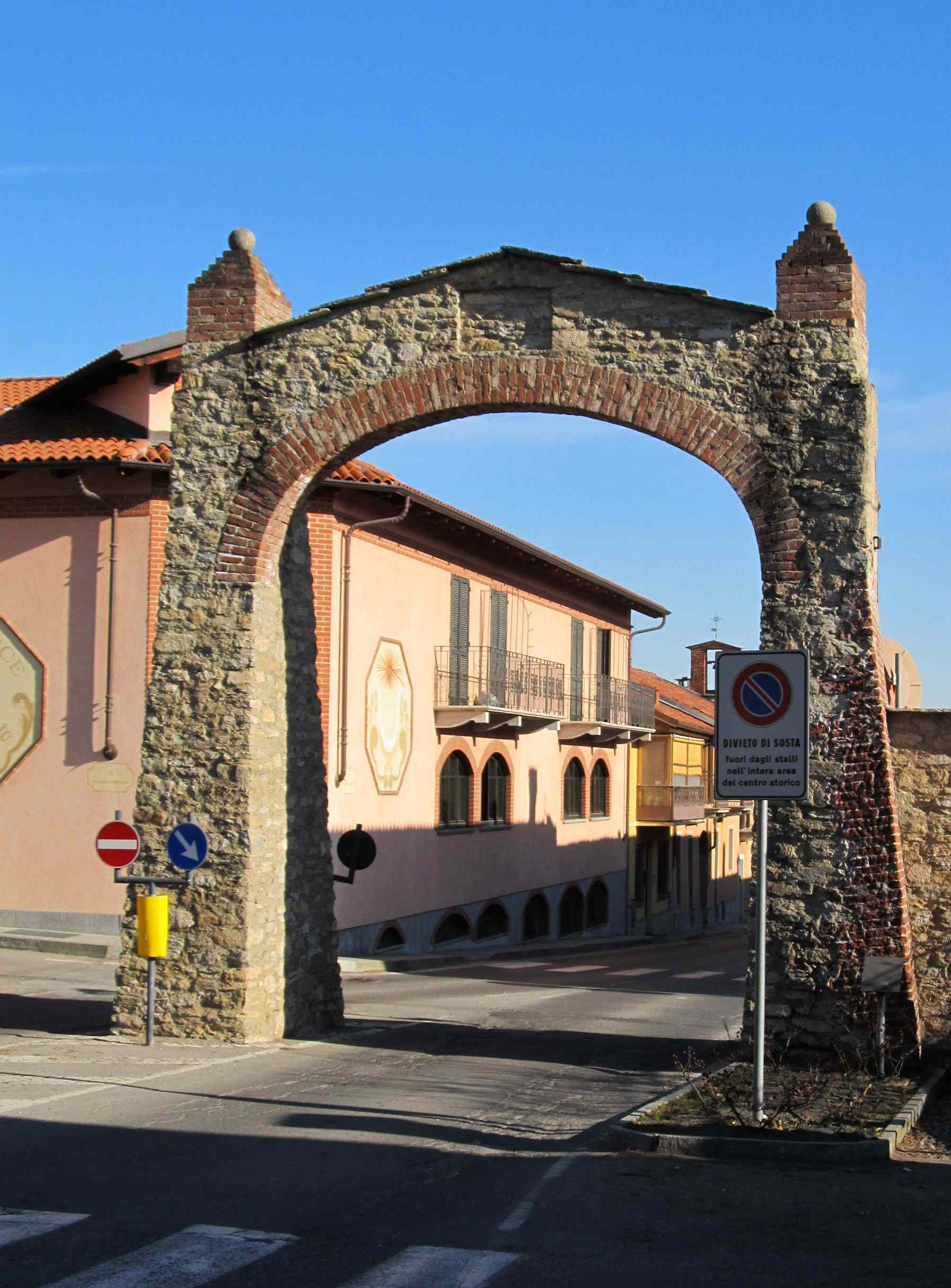
La porta in direzione di Cantalupa

Frossasco si presenta a pianta quadrata con vie che si intersecano ad angolo retto, secondo gli schemi degli accampamenti romani.
Fortificato dagli Acaia con mura, torri e fossati, conservava, unico paese in Piemonte, le quattro porte d'accesso: due di esse sono state distrutte e poi recentemente ricostruite.
La Porta di San Donato, sulla strada per Cantalupa fu distrutta nella notte del 19 luglio 1965 da un atto vandalico con una carica di tritolo posta alla base e ricostruita negli anni successivi: una targa apposta nel 1971 ricorda il grave episodio.
Restano torri (la cinta difensiva ne comprendeva ventotto) e tratti delle mura del 1300; a sinistra della centrale via Principe Amedeo, due notevoli case quattrocentesche, di cui una con bifore adorne di cornici in cotto.

### Chiesa di San Donato
La chiesa parrocchiale è dedicata a san Donato. È posta fuori le mura, nell'angolo nord-ovest dell'abitato.
La chiesa ha origine antiche: la prima notizia certa parla di un'antica cappella sorta su un tempio pagano nel 1200 circa.
La cappella fu poi ricostruita con una chiesa a tre navate, terminanti con altrettanti absidi pentagonali. All'interno della chiesa, sono di notevole interesse: il pulpito databile tra la fine del XVI e l'inizio del XVII secolo e i numerosi affreschi del cinquecento.
All'esterno sulla facciata principale sono da notare: un antico affresco di San Cristoforo ed a lato un secondo affresco del XVII raffigurante la Vergine col Bambino. In origine la facciata era in mattoni, poi ricoperti in calce. Il campanile a lato della chiesa, è della metà del Cinquecento.

### Chiesa di San Bernardino
La chiesa realizzata con mattoni a vista, risulta edificata tra il 1760 e il 1770 su progetto dell'architetto Giuseppe Gerolamo Buniva. L'interno è ad un'unica navata con piccoli corridoi laterali. Dietro l'altare maggiore, è installato un coro di pregevole fattura, e sui lati due altari completano l'arredamento. Inoltre l'organo presente all'interno della chiesa, datato 1400, è uno dei più antichi presenti nel pinerolese.
A fianco della chiesa, il campanile a sei piani con cuspide ottagonale.

## Società

### Evoluzione demografica
Negli ultimi sessanta anni, a partire dall'anno 1961, la popolazione residente è raddoppiata.
Abitanti censiti

### Tradizioni e folclore

#### Sagra degli Abbà
Festa patronale di Frossasco, che cade all'inizio del mese di agosto.
L'origine della tradizione degli "Abbà", cioè di un comitato di festeggiamenti retto da un capofamiglia per ognuna delle quattro contrade del paese (Contrada San Bernardino, Madonnina, Castello e San Donato), è uno dei rarissimi esempi della conservazione di un nome che ricorda l'antica società medioevale, che vedeva nell'abate annuo, l'incaricato dell'organizzazione di feste, balli e intrattenimenti.
Questa degli Abbà, è quindi una tradizione secolare, che a memoria vede coinvolti di anno in anno i capofamiglia con prole, eletti (con la durata in carica di due anni) per presiedere nei giorni dei festeggiamenti popolari i vari giochi, tornei e balli.
Le manifestazioni, della durata di circa dieci giorni, sono maggiormente concentrate nella giornata della domenica, con la sfilata a cavallo dei figuranti in costume per le vie del paese, e dei successivi "giochi dei borghi" che assegnano alla contrada vincente uno stendardo, il "Leone Nero".
Di contorno sono organizzati tornei sportivi, balli, mostre e spettacoli di vario genere.
La Sagra vede nella giornata del martedì uno dei momenti più caratteristici dello scopo popolare di questa manifestazione: al campo sportivo "Lello Barbera", viene distribuita polenta e salsiccia con a seguire spettacoli per il divertimento di tutti.

#### La Lesera
La “lesera”, che neve e freddo permettendo si svolge nel periodo natalizio è una delle manifestazioni più antiche di Frossasco.
Viene preparata, in via Famiglia Falconet, con il lavoro serale e notturno di volontari una pista di ghiaccio larga non più di settanta centimetri. Questa preparazione dura fino a quando la pista non è diventata un sottile strato ghiacciato ben levigato.
Le "lese" sono particolari bassi slittini con i pattini di ferro. Per viaggiare sulla lesa, bisogna formare una "Cuncà", cioè una fila unita di minimo tre lese, dove trovano posto cinque persone. Un buon conduttore di cuncà può raggiungere una velocità di picco di 50 km/h.

In particolari occasioni viene organizzata la pitulada: nel punto in cui la cuncà raggiunge la sua maggiore velocità, viene stesa una fune, dove vengono appesi polli e tacchini (pitu) morti, con un anello sul becco. Il concorrente che riesce ad agganciare l'anello con un apposito attrezzo si aggiudica l'animale.
Nell'ultimo decennio, durante la sagra degli Abbà, viene organizzata anche una versione estiva della lesera. Al posto delle lame di ferro le "lese" vengono dotate di ruote su cuscinetti a sfera.

#### I Magnin
È la festa dei coscritti, cioè dei diciottenni pronti a sottoporsi alla visita di leva.
La tradizione vuole che il venerdì grasso di carnevale, questi giovani "invadano" fragorosamente il paese fin dalle prime ore della notte e per tutto il giorno, su un carro appositamente allestito, passando di casa in casa a raccogliere offerte. Sotto il nome di "magnin" si identifica anche il loro rigoroso costume. I "magnin" sono vestiti come i calderai (spazzacamini) di un tempo con ampi mantelli e il viso ricoperto di fuliggine.

## Cultura

### Musei

#### Museo del Gusto
Il museo è situato nel centro storico di Frossasco.

#### Museo Regionale Emigrazione Piemontesi nel Mondo
Il museo, situato in piazza Donatori di Sangue nel centro storico, mira ad evocare ed a dare rilievo al passato dei processi migratori, in particolare quelli piemontesi.

## Infrastrutture e trasporti
Dal 1899 al 1936 Frossasco fu servita da una tranvia a vapore per Torino, Orbassano, Cumiana e Pinerolo.

## Amministrazione

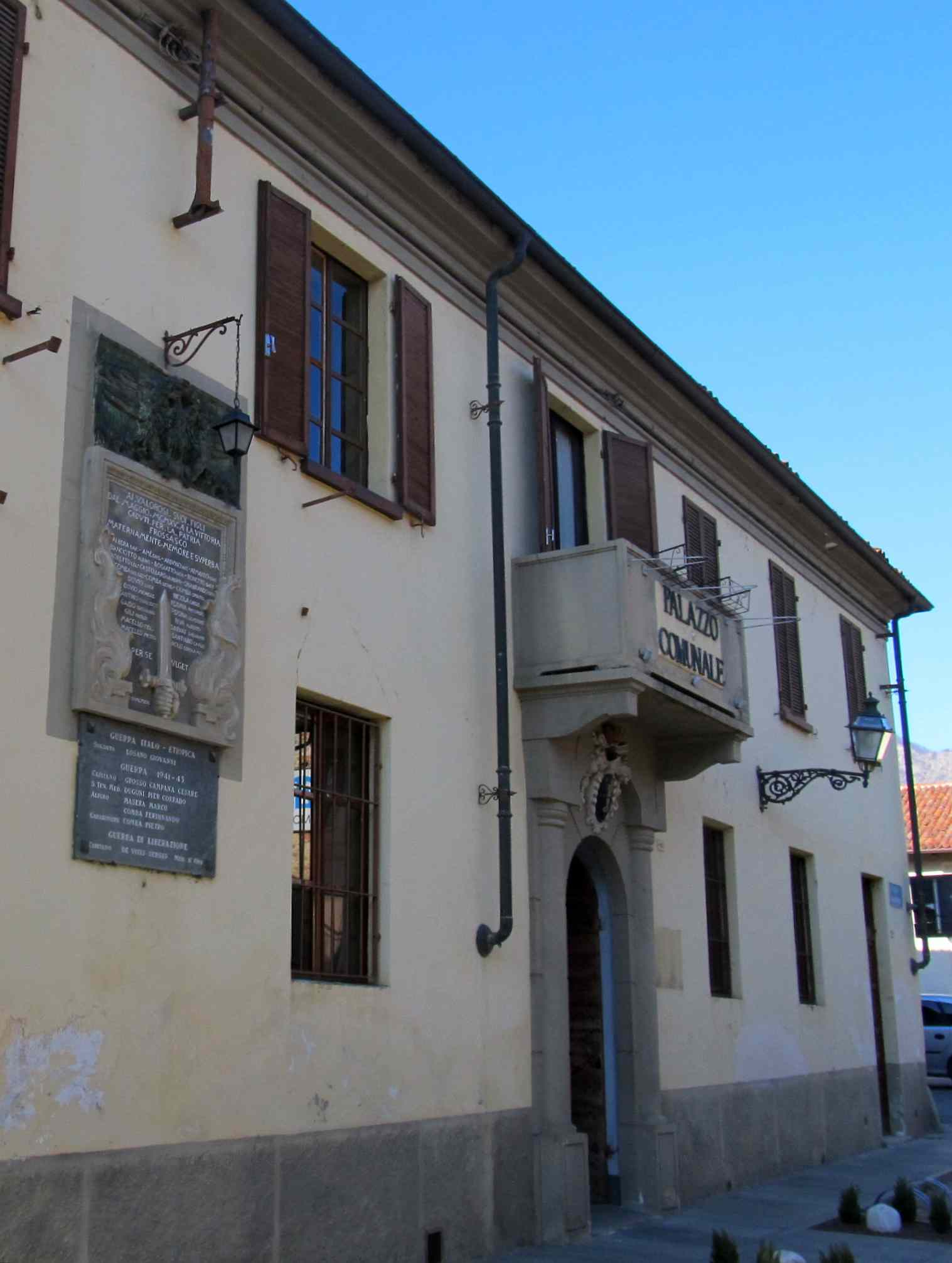
Il municipio

| Periodo | Periodo   | Primo cittadino | Partito      | Carica  | Note       |
| ------- | --------- | --------------- | ------------ | ------- | ---------- |
| 2004    | 2009      | Silvano Francia | lista civica | Sindaco |            |
| 2009    | 2014      | Franco Cuccolo  | lista civica | Sindaco |            |
| 2014    | 2019      | Federico Comba  | lista civica | Sindaco |            |
| 2019    | 2024      | Federico Comba  | lista civica | Sindaco | II Mandato |
| 2024    | in carica | Marco Gaido     | lista civica | Sindaco |            |

### Gemellaggi
- Saint-Jean-de-Moirans
- Piamonte

### Altre informazioni amministrative
Il comune faceva parte della Comunità Montana Pinerolese Pedemontano.